# Крым, Аарон Яковлевич
Аарон Яковлевич Крым (21 декабря 1862  [2 января 1863], Феодосия, Таврическая губерния — 29 мая 1930, Стамбул) — русский агроном

 и общественный деятель, землевладелец, благотворитель, коммерсант. Статский советник. Городской голова Феодосии в 1906—1910 годах. Двоюродный брат С. С. Крыма.

## Биография
Родился 21 декабря 1862 (2 января 1863) года в Феодосии в караимской семье потомственного почётного гражданина Якова Авраамовича Крыма и Сарры Моисеевны Панпуловой. Учился в Севастопольском Константиновском реальном училище. В 1884 году поступил в Петровскую земледельческую и лесную академию, в 1888 году сдал выпускные экзамены и получил звание действительного студента с правом на получение степени кандидата.
На протяжении многих лет являлся гласным феодосийской городской думы (1898—1920), феодосийской уездной земской управы, членом городской управы, председателем биржевого комитета. В 1896 году был избран городским головой Феодосии, но не утверждён Таврическим губернатором. С 21 июля 1906 по 31 августа 1910 года — городской голова Феодосии, ранее — помощник (заместитель) городского головы Л. А. Дуранте. Во время руководства городом А. Я. Крымом был урегулирован водопроводный вопрос и построена новая больница, однако газета «Феодосийский листок» писала, что Крым «большой популярностью не пользуется». Та же газета в 1910 году причисляла Арона Крыма к «отцам» города. Несколько лет был директором Феодосийского отделения Русского для внешней торговли банка. В 1913—1914 году — редактор-издатель «Бюллетеня Феодосийской биржи».
После смерти своего дяди, Таврического и Одесского караимского гахама С. М. Панпулова, рассматривался как один из желаемых кандидатов на вакантную должность, но от баллотировки отказался.
Награждён орденами св. Станислава 2-й степени (1911), св. Анны 3-й и 2-й степеней. С марта 1917 года — член партии конституционных демократов. Летом 1921 года заключён в Феодосийский концлагерь по 1-й категории. Впоследствии эмигрировал, жил в Константинополе, где занимался коммерцией. Умер 29 мая 1930 года.

## Общественная деятельность
- Почётный мировой судья Феодосийского уезда
- Председатель педагогического совета Феодосийской женской профессиональной школы
- Член правления Феодосийского отделения Императорского Российского общества спасения на водах
- Действительный член Общества попечения о недостаточных учащихся Феодосийской женской гимназии Гергилевич
- Почётный попечитель Феодосийского учительского института (с 1908)[8]
- Товарищ (заместитель) председателя Феодосийского комитета Российского общества Красного Креста
- Член правления караимской общины Феодосии[6][7]

## Семья
Жена — Эстер Соломоновна Крым. Дети:
- Яков Ааронович Крым (1893, Феодосия — 1975, Ницца)
- Абрам Ааронович Крым (тур. Aydın Krım; 1897, Феодосия — 1948), похоронен на Стамбульском караимском кладбище[9]
- Борис (Бераха) Ааронович Крым (1898, Феодосия — ?)

Дом А. Я. Крыма в Феодосии находился на углу Генуэзской и Галерейной улиц (не сохранился).